# Hot Wire 81
Hot Wire 81 — студійний альбом блюзового співака і гітариста Джиммі Докінса, випущений лейблом Isabel Records в березні 1981 року. Записаний 22 березня 1981 року в Парижі на студії звукозапису Studio Devout. 
4 квітня 1994 року альбом був перевиданий на CD лейблом Evidence Records.

## Список композицій
1. «You Just a Baby Child» (Джиммі Докінс) — 5:58
2. «Ruff Times» (Джиммі Докінс) — 5:30
3. «Welfare Line» (Джиммі Докінс) — 8:20
4. «Kold Actions» (Джиммі Докінс) — 7:16
5. «Roc-Kin-Sole» (Джиммі Докінс) — 5:08
6. «Peeper's Music» (Джиммі Докінс) — 4:25
7. «My Way» (Джиммі Докінс) — 5:15

## Учасники запису
- Джиммі Докінс — гітара і вокал
- Річард Кірч — ритм-гітара
- Сільвестер Бойнс — бас
- Джеймс Шутт — ударні

### Технічний персонал
- Дідьє Трікар — продюсер
- Джеррі Гордон — продюсер перевидання
- Патрік Дюфур — інженер
- Едвард Ван Лангенгем — інженер
- Арман Меньян — фотографія
- Джордж Ротакер — фотографія, дизайн обкладинки